# Folkhushållningsminister
Folkhushållningsminister är en minister som var chef för Folkhushållningsdepartementet. Ett ansvarsområde som har ansvar för folkhushållning och hushållning inom ett land.